# Richland (Pennsilvània)
Richland és una població dels Estats Units a l'estat de Pennsilvània. Segons el cens del 2000 tenia 1.508 habitants.

## Demografia
Segons el cens del 2000, Richland tenia 1.508 habitants, 582 habitatges, i 444 famílies. La densitat de població era de 373,2 habitants/km².
Dels 582 habitatges en un 32,8% hi vivien nens de menys de 18 anys, en un 66% hi vivien parelles casades, en un 6% dones solteres, i en un 23,7% no eren unitats familiars. En el 19,8% dels habitatges hi vivien persones soles el 10,5% de les quals corresponia a persones de 65 anys o més que vivien soles. El nombre mitjà de persones vivint en cada habitatge era de 2,59 i el nombre mitjà de persones que vivien en cada família era de 2,96.
Per edats la població es repartia de la següent manera: un 25,1% tenia menys de 18 anys, un 6,6% entre 18 i 24, un 29,4% entre 25 i 44, un 22,5% de 45 a 60 i un 16,4% 65 anys o més.
L'edat mediana era de 38 anys. Per cada 100 dones de 18 o més anys hi havia 93,5 homes.
La renda mediana per habitatge era de 45.729 $ i la renda mediana per família de 52.063 $. Els homes tenien una renda mediana de 35.208 $ mentre que les dones 22.723 $. La renda per capita de la població era de 19.365 $. Entorn del 2,3% de les famílies i el 3,2% de la població estaven per davall del llindar de pobresa.

## Poblacions més properes
El següent diagrama mostra les poblacions més properes.